# Luka Zarandia
Luka Zarandia (grúzul: ლუკა ზარანდია; Tbiliszi, 1996. február 17. –) grúz válogatott labdarúgó, szélsőként játszik.

## Pályafutása

### Klubcsapatokban
Gyermekkorában Zarandia teniszezett.
A szülővárosában, a Lokomotivi Tbilisziben kezdte a labdarúgó karrierjét. 2017-ben Lengyelországba igazolt, és csatlakozott az Arka Gdyniához. A klubban 2017 áprilisában debütált a Wigry Suwałki elleni lengyel kupamérkőzésen.
2019 júliusában hároméves szerződést kötött a Zulte-Waregemmel.
2022. március 29-én csatlakozott a lengyel I. ligás Korona Kielcéhez, amelyet Leszek Ojrzyński vezetett, akivel korábban az Arkánál dolgozott a szezon végéig. Az Ekstraklasába való feljutást követően a csapatnál maradt, majd 2022. november 2-án, röviddel Ojrzyński elbocsátása után közös megegyezéssel felbontotta a szerződését.

### A válogatottban
Többszörös grúz utánpótlás-válogatott. 2012 és 2018 között Grúzia U17-es, U19-es és U21-es labdarúgó-válogatottjában is játéklehetőséget kapott.
2018. október 16-án mutatkozott be a grúz labdarúgó-válogatottban a 2018–19-es UEFA Nemzetek Ligája D-meccsen Lettország ellen.

## Sikerei, díjai

### Klubcsapatokkal
Arka Gdynia
- Lengyel labdarúgókupa: 2016–17
- Lengyel szuperkupa: 2017,[9] 2018

## Fordítás
- Ez a szócikk részben vagy egészben  a   Luka Zarandia című angol Wikipédia-szócikk ezen változatának fordításán alapul.  Az eredeti cikk szerkesztőit annak laptörténete sorolja fel. Ez a jelzés csupán a megfogalmazás eredetét és a szerzői jogokat jelzi, nem szolgál a cikkben szereplő információk forrásmegjelöléseként.